# FK Kukësi
Futboll Klub Kukësi – albański klub piłkarski z siedzibą w mieście Kukës w północno-wschodniej Albanii.

## Historia
Chronologia nazw:
- 1930—1932: Shoqëria Sportive Kosova
- 1932—1958: Sport Klub Kosova
- 1958—2010: Klubi Sportiv Përparimi
- od 2010: Futboll Klub Kukësi

Klub został założony w 1930 roku jako Shoqëria Sportive Kosowa. W 1932 roku kiedy został założony Albański Związek Piłki Nożnej, klub został oficjalnie zarejestrowany jako Sport Klub Kosova. Do 1953 uczestniczył tylko w rozgrywkach lokalnych. W 1953 debiutował w Kategoria e Katërt (IV liga). W 1958 roku zmienił nazwę na Klubi Sportiv Përparimi, a dziewięć lat później zdobył mistrzostwo ligi i awansował do Kategoria e Tretë. W 1977 zajął 1. miejsce i po raz pierwszy w historii awansował do Kategoria e Dytë, ale nie utrzymał się w niej. W 1982 ponownie zdobył mistrzostwo III ligi i awans do II ligi. Wraz z upadkiem komunizmu w Albanii w 1991 roku, klub doświadczył ogromnych problemów finansowych, gdyż do tej pory przez wiele lat finansowany był przez państwo. Dopiero w 2010 klub został zreorganizowany, przyjął nazwę Futboll Klub Kukësi. Wybrano również nowego prezydenta i zarząd klubu, który zainwestował w nowych graczy. Celem było awansować do najwyższej klasy rozgrywek, co udało się po zaledwie dwóch latach. W 2011 klub zajął 1. miejsce w Kategoria e Dytë, a następnie w 2012 zajął drugie miejsce w Kategoria e Parë i zdobył historyczny awans do Superligi.

## Sukcesy

### Rozgrywki krajowe
| \| \| Zdobyte trofea w rozgrywkach Albanii (stan na: 14-05-2024) \| |                                                            |      |                                    |
| Rozgrywki                                                           | Osiągnięcie                                                | Razy | Sezon(y)                           |
| Mistrzostwo                                                         | I miejsce                                                  | 1    | 2017                               |
| Mistrzostwo                                                         | II miejsce                                                 | 6    | 2013, 2014, 2015, 2018, 2019, 2020 |
| Mistrzostwo                                                         | III miejsce                                                | 1    | 2016                               |
| Puchar                                                              | zdobywca                                                   | 2    | 2016, 2019                         |
| Puchar                                                              | finalista                                                  | 3    | 2014, 2015, 2024                   |
| Superpuchar                                                         | zdobywca                                                   | 1    | 2016                               |
| Superpuchar                                                         | finalista                                                  | 0    |                                    |
| II liga                                                             | I miejsce                                                  | 0    |                                    |
| II liga                                                             | II miejsce                                                 | 1    | 2012                               |
| II liga                                                             | III miejsce                                                | 0    |                                    |
| Albania                                                             | Zdobyte trofea w rozgrywkach Albanii (stan na: 14-05-2024) |      |                                    |

- 3. liga Mistrzostw Albanii:
  - 1. miejsce (3): 1977, 1982, 2011

## Europejskie puchary
Legenda do wszystkich tabel:
- Q – runda eliminacyjna, 1/16, 1/8, 1/4, 1/2 – odpowiednia faza rozgrywek, Grupa – runda grupowa, 1r gr – pierwsza runda grupowa, 2r gr – druga runda grupowa, F – finał, R – runda, PO – play-off
- k. – rzuty karne, los. – losowanie, Dogr. – dogrywka, w. – zasada bramek strzelonych na wyjeździe

| Sezon   | Rozgrywki     | Runda | Przeciwnik        | Dom     | Wyjazd  | Ogólnie |
| ------- | ------------- | ----- | ----------------- | ------- | ------- | ------- |
| 2013/14 | Liga Europy   | 1Q    | Flora Tallinn     | 0–0     | 1–1     | 1–1, w. |
| 2013/14 | Liga Europy   | 2Q    | FK Sarajevo       | 3–2     | 0–0     | 3–2     |
| 2013/14 | Liga Europy   | 3Q    | Metałurh Donieck  | 2–0     | 0–1     | 2–1     |
| 2013/14 | Liga Europy   | PO    | Trabzonspor       | 0–2     | 1–3     | 1–5     |
| 2014/15 | Liga Europy   | 1Q    | Kajrat Ałmaty     | 0–0     | 0–1     | 0–1     |
| 2015/16 | Liga Europy   | 1Q    | Tarpieda BiełAZ   | 2–0     | 0–0     | 2–0     |
| 2015/16 | Liga Europy   | 2Q    | Mladost Podgorica | 0–1     | 4–2     | 4–3     |
| 2015/16 | Liga Europy   | 3Q    | Legia Warszawa    | 0–3*    | 0–1     | 0–4     |
| 2016/17 | Liga Europy   | 1Q    | Rudar Pljevlja    | 1–1     | 1–0     | 2–1     |
| 2016/17 | Liga Europy   | 2Q    | Austria Wiedeń    | 1–4     | 0–1     | 1–5     |
| 2017/18 | Liga Mistrzów | 2Q    | Sheriff Tyraspol  | 2–1     | 0–1     | 2–2, w. |
| 2018/19 | Liga Mistrzów | 1Q    | Valletta          | 0–0     | 1–1     | 1–1, w. |
| 2018/19 | Liga Mistrzów | 2Q    | Qarabağ Ağdam     | 0–0     | 0–3     | 0–3     |
| 2018/19 | Liga Europy   | 3Q    | Torpedo Kutaisi   | 2–0     | 2–5     | 4–5     |
| 2019/20 | Liga Europy   | 1Q    | Debreceni VSC     | 1–1     | 0–3     | 1–4     |
| 2020/21 | Liga Europy   | 1Q    | Sławia Sofia      | 2–1 (D) | 2–1 (D) | 2–1 (D) |
| 2020/21 | Liga Europy   | 2Q    | VfL Wolfsburg     | 0–4 (D) | 0–4 (D) | 0–4 (D) |

* Mecz z Legią Warszawa został przerwany w 51. minucie – przy stanie 1:2 – po trafieniu kamieniem w głowę Ondreja Dudy przez kibiców FK Kukësi. UEFA zweryfikowała wynik meczu jako walkower 0:3.

## Stadion
Stadion Zeqir Ymeri może pomieścić 5400 widzów.

## Skład na sezon 2019/2020
| Nr | Poz. | Piłkarz          |
| -- | ---- | ---------------- |
| 1  | BR   | Jetmir Basha     |
| 4  | OB   | Erhun Obanor     |
| 5  | OB   | Gëzim Krasniqi   |
| 6  | OB   | Kledis Hida      |
| 7  | PO   | Enis Gavazaj     |
| 8  | PO   | Vesel Limaj      |
| 9  | NA   | Vasil Shkurtaj   |
| 10 | PO   | Eduart Rroca     |
| 11 | NA   | Fluturim Domi    |
| 12 | BR   | Dashamir Xhika   |
| 15 | OB   | Blerim Kotobelli |
| 18 | PO   | Toni Selimi      |
| 20 | PO   | Valdrin Hallaçi  |

| Nr | Poz. | Piłkarz                                       |
| -- | ---- | --------------------------------------------- |
| 21 | OB   | Olsi Teqja                                    |
| 23 | PO   | Besar Musolli (kapitan)                       |
| 24 | OB   | Edis Maliki                                   |
| 27 | PO   | Valon Ethemi                                  |
| 29 | PO   | Emiljano Musta                                |
| 32 | OB   | Bruno Lulaj                                   |
| 70 | NA   | Markovanbasten Çema                           |
| 77 | NA   | Kristal Abazaj (wypożyczony z Anderlechtu)    |
| 88 | PO   | Oumar Camara (wypożyczony z Besëlidhji Lezha) |
| 90 | BR   | Ilir Avdyli                                   |
|    | NA   | Arens Mateli                                  |
|    | NA   | Godberg Cooper                                |